# Tam, gdzie rosną grzyby
Tam, gdzie rosną grzyby (ang. Now, Forager) – amerykańsko-polski dramat z 2012 roku w reżyserii Jasona Cortlunda i Julii Halperin.
W 1012 film został nagrodzony na Mannheim-Heidelberg International Filmfestival nagrodą publiczności oraz właścicieli kin.

## Fabuła
Lucien i Regina są grzybiarzami o baskijskich korzeniach: zbierają grzyby, a następnie sprzedają je nowojorskim restauracjom. Jest to ich sposobem zarobkowania. Regina oczekuje większej stabilności w życiu. Zatrudnia się na stałe w jednej z restauracji. Małżeństwo przeżywa kryzys.

## Obsada
- Jason Cortlund jako Lucien Echevarría
- Tiffany Esteb jako Regina Echevarría
- Almex Lee jako Mas
- Gabrielle Maisels jako April Garrison
- Roberta Kirshbaum jako Loli
- Nick Raio jako Johnnie